# Gruffydd ap Llywelyn Fawr

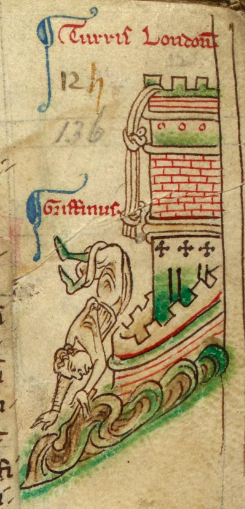
Der Tod von Gruffydd ap Llywelyn in einer Darstellung des 13. Jahrhunderts

Gruffydd (auch: Gruffudd) ap Llywelyn Fawr (* um 1200; † 1. März 1244 in London) war ein Fürst des walisischen Fürstentums Gwynedd.

## Herkunft und Jugend
Gruffydd entstammte der alten Herrscherfamilie von Gwynedd. Er war der älteste, jedoch illegitime Sohn von Llywelyn ab Iorwerth (walisisch: Llywelyn Fawr) und dessen Geliebte Tangwystl, einer Tochter von Llywarch Goch von Rhos. Er wurde vor der Hochzeit seines Vaters mit der englischen Königstochter Johanna von Wales 1206 geboren. Nach der Niederlage seines Vaters gegen den englischen König Johann Ohneland 1211 wurde Gruffydd als Geisel gestellt und blieb bis 1215 in englischer Geiselhaft.

## Militär im Krieg von 1223
Nach seiner Freilassung und Rückkehr nach Wales übertrug ihm sein Vater die Herrschaft über Merionydd und Ardudwy, doch diese wurden ihm 1221 wegen Misswirtschaft wieder abgenommen. 1223 diente er als Hauptmann der Haustruppe seines Vaters während des Krieges gegen den Earl of Pembroke, der nach Auslaufen eines Waffenstillstands Cardigan und Carmarthen Castle erobert hatte. Bei Kidwelly führte er ein ergebnisloses Gefecht gegen das Heer des Earl of Pembroke. Unmittelbar danach zog er sich wegen mangelnder Vorräte nach Gwynedd zurück. Wenig später führte er seine Truppe nach Carnwyllion, wo sie das Vorrücken des Earls of Pembrokes stoppten.

## Konflikt mit dem Vater wegen der Erbfolge
Ab 1220 hatte sein Vater geplant, ihn entgegen dem traditionellen walisischen Recht in der Erbfolge zu übergehen. Eine Ursache dafür war Gruffydds erwiesene Verantwortungslosigkeit und Eigensinnigkeit, vor allem hoffte sein Vater jedoch, dass sein ehelicher Sohn Dafydd bessere Beziehungen zu dem englischen König Heinrich III. unterhalten könne, da dieser sein Onkel war. Obwohl sein Vater Gruffydd nicht völlig vom Erbe ausschließen wollte, widersetzte sich dieser heftig dieser Regelung, so dass ihn sein Vater schließlich 1228 gefangen nahm und in Deganwy Castle inhaftierte. Erst 1234 ließ ihn sein Vater wieder frei und übergab ihm die Herrschaft über Lleyn und zusätzlich die Einkünfte aus dem besetzten Powys Wenwynwyn.

## Gefangener seines Bruders und des englischen Königs
Nach dem Schlaganfall seines Vaters wurde Gruffydd jedoch ab 1237 von seinem Bruder Dafydd von der Macht ausgeschlossen. Zuerst entzog Dafydd ihm die Einkünfte aus Powys Wenwynwyn. Nachdem ihr Vater im April 1240 gestorben war, folgte Dafydd ihm als Fürst von Gwynedd nach. Im August 1240, eventuell sogar schon 1239, ließ Dafydd Gruffydd und seinen ältesten Sohn Owain gefangen nehmen. Er inhaftierte sie in Criccieth Castle. Während des Feldzugs von Heinrich III. gegen Gwynedd schloss Gruffydds Frau Senena am 12. August 1241 mit dem König eine Vereinbarung, nach der sie dem König 600 Mark für die Freilassung und Einsetzung von Gruffydd als Fürst eines Teils von Gwynedd zahlen wollte. Als sich Dafydd zwei Wochen später nach seiner Niederlage dem König unterwerfen musste, verlangte der König auch die Auslieferung von Gruffydd. Heinrich III. ließ Gruffydd aber nicht frei, denn er wollte ihn als Druckmittel gegenüber Dafydd einsetzen und ließ ihn im Tower of London inhaftieren. Dort lebte Gruffydd in milder Haft, zeitweise zusammen mit seiner Frau Senena und einem Teil seiner Kinder. In der Nacht des 1. März 1244 starb er bei einem Fluchtversuch, als er sich vom White Tower aus mit einem selbst gemachten Seil abseilen wollte. Das Seil riss jedoch und Gruffydd brach sich bei dem Sturz das Genick. Die Äbte von Strata Florida und Aberconwy Abbey erreichten 1248, dass seine Gebeine umgebettet und in Aberconwy Abbey beigesetzt wurden.

## Familie und Nachkommen
Mit seiner Frau Senena hatte er vier Söhne und eine Tochter:
- Owain Goch
- Llywelyn
- Dafydd
- Rhodri
- Gwladus ⚭ Rhys Fychan

Da sein Bruder Dafydd 1246 ohne männliche Nachkommen starb, wurden Gruffydds Söhne Owain und Llywelyn Fürsten von Gwynedd.